# San Polo, Venedig
Chiesa di San Polo är en kyrka invigd på 800-talet i Venedig. Den ligger i stadsdelen San Polo som är uppkallad efter kyrkan. 
Traditionen anger att kyrkan, som är tillägnad aposteln Paulus, grundades 837 vid den tid då Pietro Tradonico och senare Orso Partecipazio var doger. Den bombyggdes under 1100-talet och 1400-talet. Under tidigt 1800-tal byggdes kyrkan om på ett oförsiktigt sätt av Davide Rossi men återställdes 1927.

## Bilder

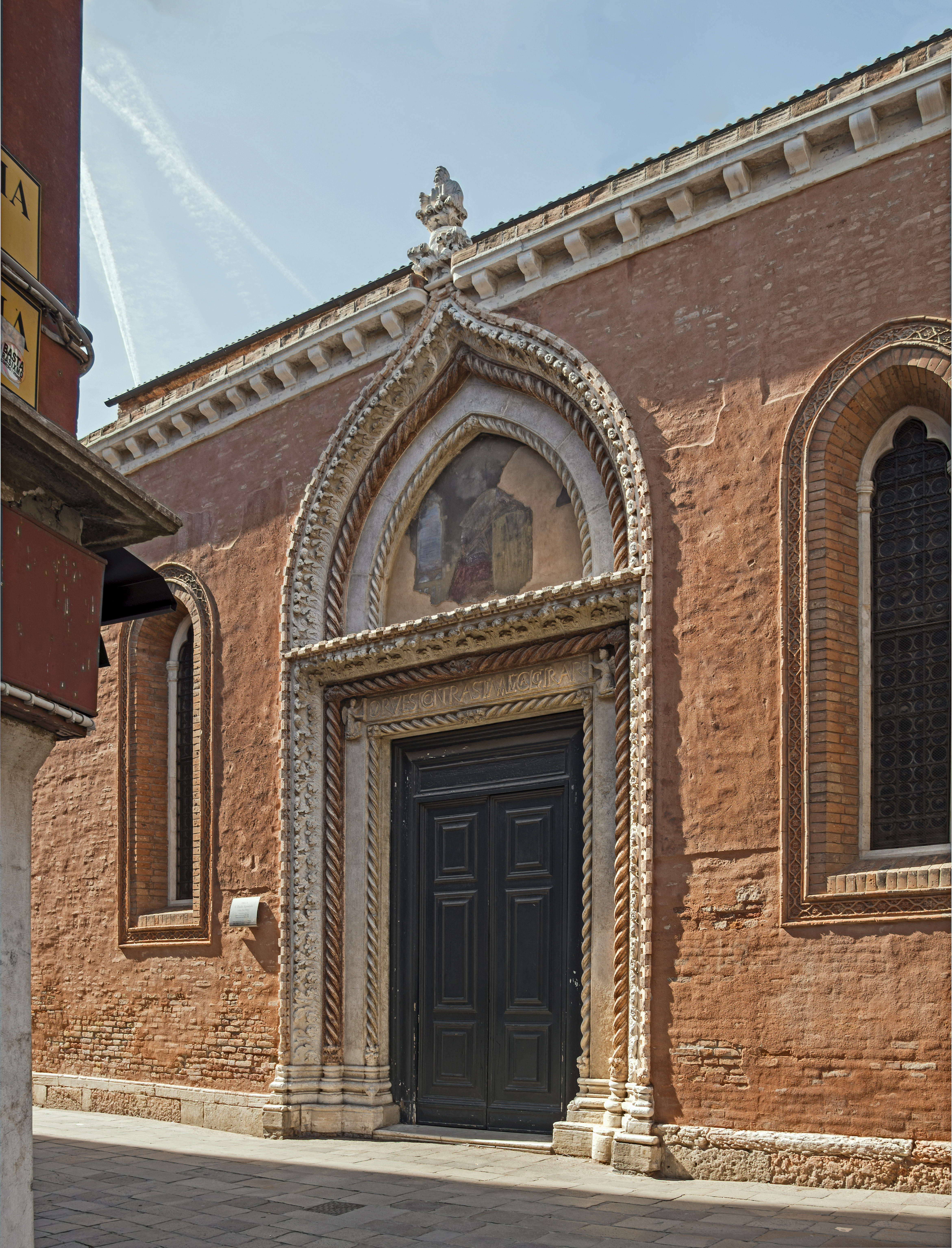
Gotisk portal vid Salizada San Polo.
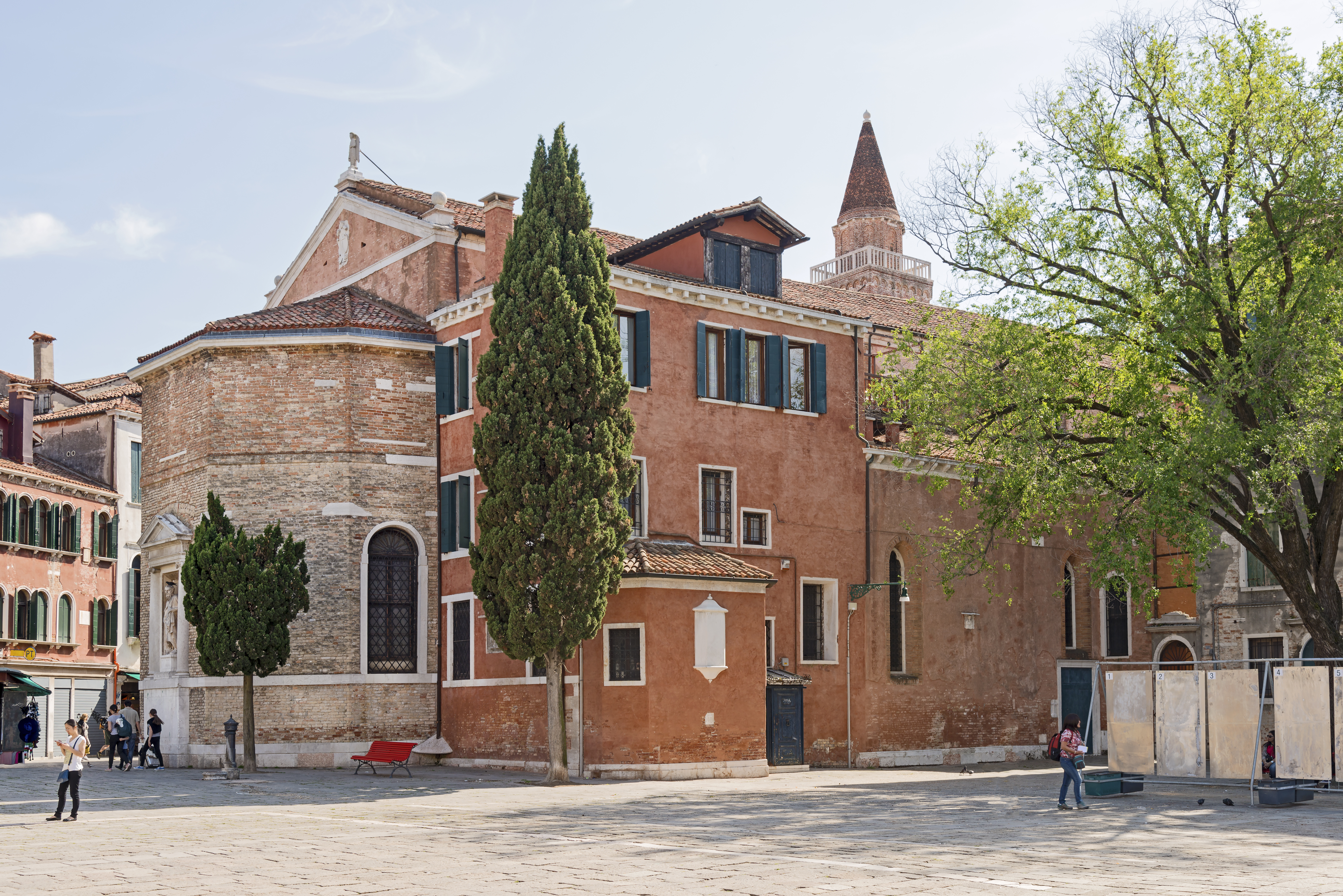
Absiden.